# The 4:30 Movie
Pour plus de détails, voir Fiche technique et Distribution.
The 4:30 Movie est un film américain réalisé par Kevin Smith et sorti en 2024.

## Synopsis
Été 1986. Brian David est un adolescent du New Jersey. Âgé de 16 ans et passionné de cinéma, il passe ses week-ends avec ses amis Burny et Belly, dans la salle de cinéma locale tenu par Mike. Un jour, Brian invite Melody Barnegat, la fille dont il est secrètement amoureux depuis longtemps. Occupée par son trail, la jeune femme lui donne rendez-vous pour la séance de 16h30 d'un film classé R, Bucklick. Durant cet été, les trois amis lycéens vont apprendre beaucoup sur les aléas de la vie et aussi sur l'amour.

## Fiche technique
Sauf indication contraire, les informations mentionnées dans cette section peuvent être confirmées par la base de données cinématographiques IMDb,  présente dans la section « Liens externes ».
- Titre original : The 4:30 Movie
- Réalisation et scénario : Kevin Smith
- Musique : Bear McCreary
- Décors : Robert Holtzman
- Costumes : Lara de Bruijn
- Photographie : Yaron Levy
- Montage : Kevin Smith
- Production : Joshua Bachove, Liz Destro et Jordan Monsanto

Producteurs délégués : Shanan Becker, Bill Bromiley, David Gendron, Ali Jazayeri, Daniel McGilvray, Jonathan Saba et Viviana Zarragoitia
- Sociétés de production : View Askew Productions et Three Point Capital
- Société de distribution : Saban Films (États-Unis)
- Budget : N/A
- Pays de production :  États-Unis
- Langue originale : anglais
- Format : couleur
- Genre : comédie, récit initiatique
- Durée : 88 minutes
- Date de sortie[2] :
  - États-Unis : 13 septembre 2024
- Classification[3] :
  - États-Unis : R

## Distribution
- Austin Zajur : Brian David
- Nicholas Cirillo : Burny
- Reed Northrup : Belly
- Siena Agudong : Melody Barnegat
- Justin Long : Stank
- Jason Lee : le père de Brian
- Kate Micucci : la mère de Melody's mom
- Génesis Rodríguez : Usher
- Diedrich Bader : Damocles
- Ken Jeong : Mike, le manager du cinéma
- Rachel Dratch : la mère de Brian
- Sam Richardson : Major Murder
- Adam Pally : Emo Usher
- Harley Quinn Smith : Sister Sugar Walls
- Method Man : Cookie
- Betty Aberlin : Mme B
- Logic : Astro Blaster
- Evelyn Giovine : Jessica Court
- Brian O'Halloran : le Père Hicks
- Jeff Anderson :
- Rosario Dawson : la tante de Melody
- Jason Mewes : A John
- Jason Biggs : un employé du bâtiment

## Production
En avril, il est révélé que Saban Films va prochainement distribuer aux États-Unis le prochain film de Kevin Smith, intitulé The 4:30 Movie. Une partie de la distribution est annoncée, notamment les jeunes acteurs Austin Zajur, Nicholas Cirillo et Reed Northrup, entourés d'acteurs plus connus comme Ken Jeong, Justin Long, Method Man, Kate Micucci, ainsi que des habitués des films du cinéaste (Jason Lee ou encore sa fille Harley Quinn Smith).
Le tournage se déroule fin août 2023, la production ayant reçu une autorisation malgré la grève SAG-AFTRA 2023. Il s'est déroulé à Atlantic Highlands dans le New Jersey dans le cinéma Smodcastle appartenant à Kevin Smith, lieu qu'il fréquentait quand il était adolescent,.

## Sortie et accueil
Pour promouvoir son film, Kevin Smith se lance dans une tournée nationale dans plusieurs villes américaine à l'été 2024, avant une sortie dans les salles de cinéma du pays,. Il sort le 13 septembre 2024 aux États-Unis.
Le film reçoit certaines critiques partagées, notamment dans IndieWire. Christian Zilko écrit notamment : « Smith a toujours fait de son mieux lorsqu'il est obligé de proposer une idée basée uniquement sur l'accès à un endroit sympa. Il ne devrait donc peut-être pas être surprenant que sa comédie sur le passage à l'âge adulte soit facilement sa meilleure œuvre depuis Tusk – et peut-être même depuis Clerks 2. » Dans The New York Times, Calum Marsh écrit quant à lui une critique mitigée : « Avec son éclairage tamisé et son penchant presque obsessionnel pour sa conception de production du milieu des années 80, il s’agit clairement de Smith travaillant dans un registre différent – plus sincère et personnel, comme il sied à ce qu’il décrit comme son “histoire d’origine secrète”. [...] The 4:30 Movie ne dépasse pas les limites habituelles de Smith. » Dans The Wrap, on peut notamment lire « The 4:30 Movie est, soyons honnêtes, une très bonne idée de film. C’est une comédie farfelue sur les meilleurs amis d’un seul endroit qui tirent sur la merde et se lamentent par amour et plaisantent sur la culture pop alors qu’une chose se passe mal après l’autre. Kevin Smith a contribué à inventer ce genre avec Clerks et Mallrats. »